# Ricardo Ugarte

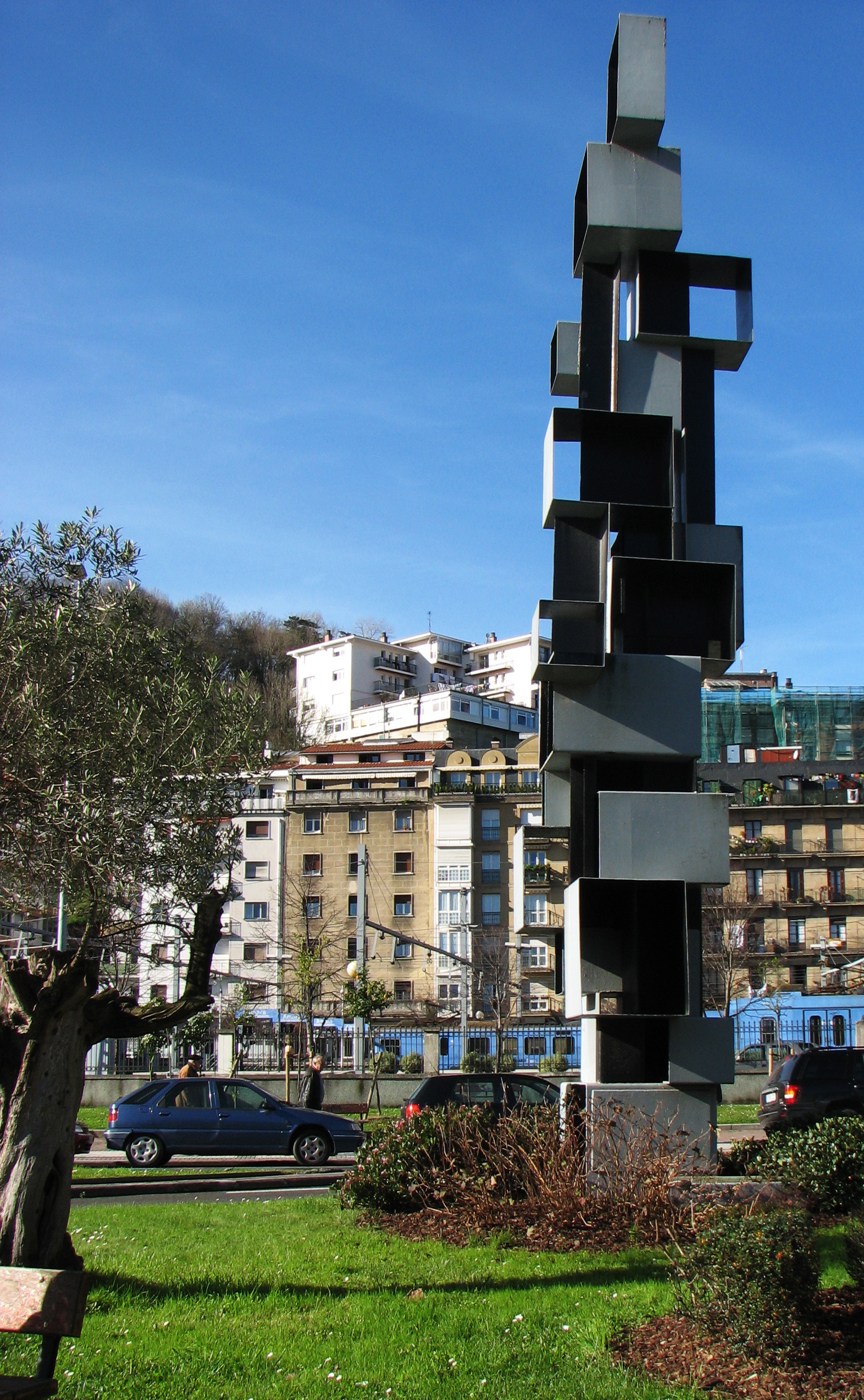
La estela, San Sebastián, 1969.

Ricardo Ugarte Zubiarraín (Pasajes, País Vasco, 6 de agosto de 1942) es un escultor, pintor y poeta español.

## Biografía
Ricardo Ugarte nace en el distrito de Pasajes de San Pedro, (Guipúzcoa, País Vasco), el 6 de agosto de 1942. Estudió en la Escuela de Artes y Oficios de San Sebastián y continúa sus estudios en la Academia Camps. A partir de 1962 participa como pintor en varias muestras organizadas por el Círculo Cultural y Ateneo Guipuzcoano, participando reiteradamente con exposiciones de dibujo, pintura, grabado y fotografía. En 1964 realiza un programa de Radio Popular dedicado a las artes, Rincón Bohemio, y se encarga de la escenografía del grupo Teatro Estudio de San Sebastián de la Asociación Artística de Guipúzcoa. Tuvo su primera exposición individual en 1967 en la Galería Barandiarán de San Sebastián. En 1969 gana el Primer Premio en la I Bienal Internacional de Escultura de San Sebastián con la obra La estela. En esta ciudad realizaría otra exposición en 1974 en el Museo San Telmo, estrenándose en Pamplona en 1979 en los Pabellones de Arte de la Ciudadela. El año 1982 gana el Primer Premio de Escultura Gure Artea que patrocina el Gobierno Vasco y en 1986 el Premio Nacional de Escultura Villa de Madrid. Realiza una exposición en la Cámara de Industria y Comercio de Wiesbaden en 1991, así como en la Galería Zuta de la misma ciudad alemana en 1993.
Las exposiciones colectivas en las que se han visto obras de Ugarte se suceden con gran regularidad. Destacan la I Exposición Internacional de Escultura en la Calle de Santa Cruz de Tenerife en 1973; la de Cinco Escultores Vascos (con Oteiza, Chillida, Basterrechea y Mendiburu) en Skira de Madrid; Constructivismo Español en Nueva York (1976); la Trienal Europea de Escultura de París, para la que Ugarte es seleccionado junto a Remigio Mendiburu (1978); IV Bienal de escultura de Budapest, en 1984; la Trienal Internacional de Arte de Toyama, Japón en 1990; Escultores Vascos, de Oviedo en 1991; o Picasso y Gernika 1937-2007, en la Galería Aritza de Bilbao (2007), entre muchas otras.
Paralelamente a su actividad plástica, gana en 1970 el Premio Literario Ciudad de Irún con el texto Collage num. 1. Fue cofundador de la revista de literatura Kurpil, presidente del Ateneo Guipuzcoano en 1980, y cofundador en Guipúzcoa de Euskal Artisten Elkartea. Miembro de la Sociedad Fotográfica de Guipúzcoa, es autor de un estudio titulado Ciento cincuenta años de fotografía vasca. Ha dado conferencias en cursos de verano de la Universidad del País Vasco, y prologado numerósos catálogos de otros artistas.
Ha escrito libros de poesía y uno autobiográfico, Memorias de Sidi Ifni (2015), en el que cuenta sus recuerdos del servicio militar que pasó en Sidi Ifni entre 1964 y 1965.

## Obra escultórica
El principal campo de expresión artística de Ricardo Ugarte ha sido la escultura abstracta. Es considerado un artista perteneciente a la Escuela Vasca de Escultura junto con Jorge Oteiza, Eduardo Chillida, Néstor Basterretxea y Remigio Mendiburu. Ha trabajado especialmente el metal, especialmente el hierro y el acero, sobre los cuales posee importantes conocimientos técnicos. Sus obras, realizadas con módulos de hierro industrializado unidos con soldadura eléctrica y en ocasiones pintados, exploran las relaciones entre el espacio interior y exterior de las piezas, algo visible en sus primeras series como los Huecos abiertos y los Huecos habitables. Esta etapa es también la de las Estelas, diseñadas bajo el ideal de un racionalismo constructivista y pintadas de diversos colores.

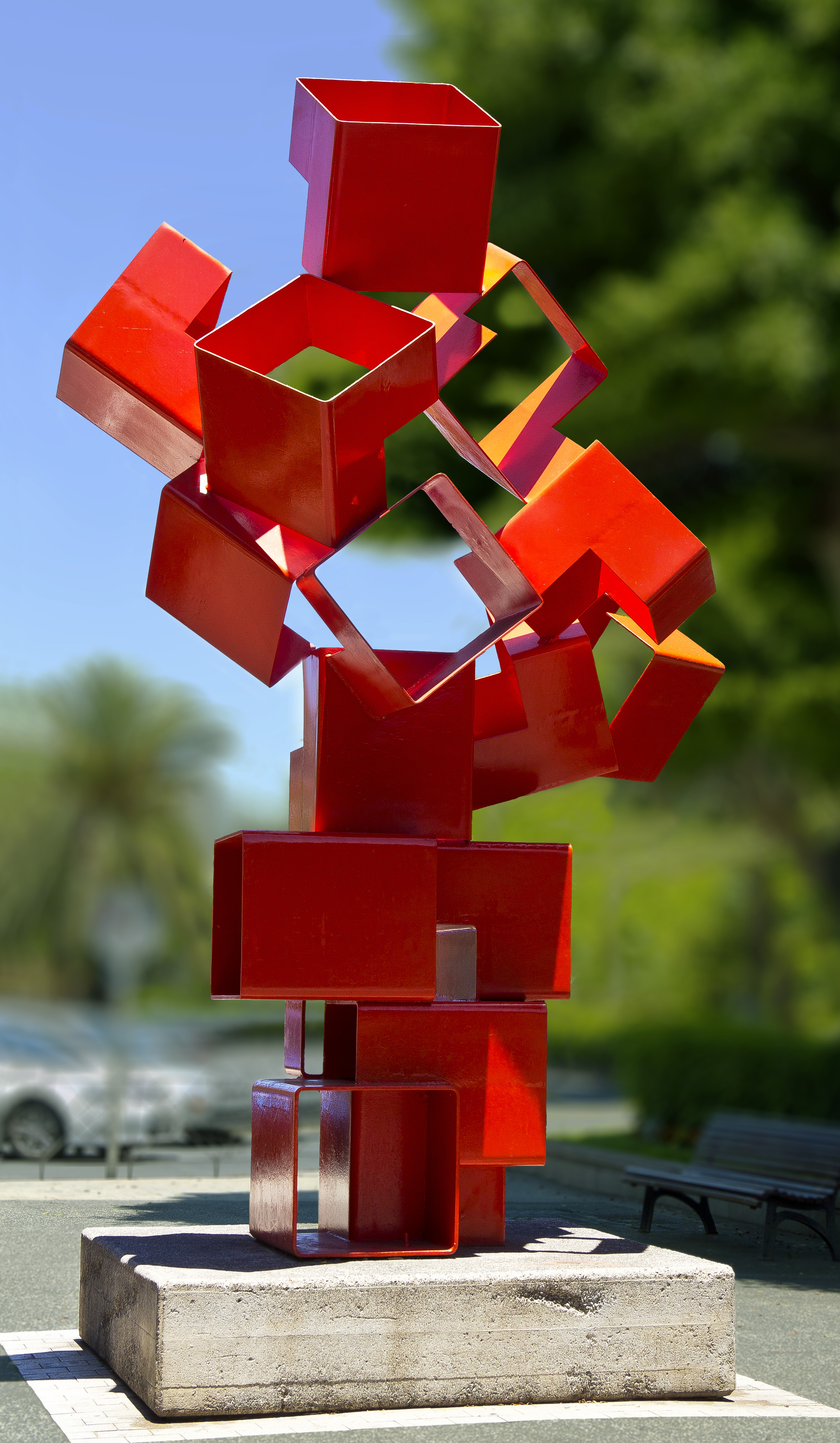
Lorea, para la I Exposición Internacional de Escultura en la Calle de Santa Cruz de Tenerife

Pronto ensaya variaciones en las que las formas rectangulares se cruzan y conjugan creando diversas angulaciones y planos oblicuos. Las Loreak de principios de los 70 constituyen una emulación de la naturaleza. Es también el período lírico de las Distorsiones, las Vibraciones, las Cadenas y las Campanas.
Sigue otra etapa que sugiere una aproximación más explícita al mundo de las formas vegetales y dinámicas, pasando de formas constructivistas y de aspecto pesado a otras curvas que simulan ligereza. Es la época de sus Raíces del cielo (Parque de la Ciudadela de Pamplona); los Aleteos del Espíritu (Edificios de la Kutxa en San Sebastián e Irún,1977); Inicio del aleteo (Caja de Ahorros de Asturias, Oviedo, 1978); Alizar (Premio Gure-Artea, hoy en el Museo San Telmo); varios Aleteos de la Libertad (Museo Itinerante Salvador Allende, hoy en el Museo de Villafamés, Castellón, 1978); Aleteo del Fuego, en homenaje a Oteiza (Caja de Ahorros Municipal de San Sebastián); Balanceo y Cabello del Viento (col. del artista, 1978); o el Vuelo de la poesía, en homenaje al bertsolari Xalbador en Urepel (Baja Navarra).
Finalmente, comienza un período en que se afirma de nuevo la verticalidad, pero tendiendo a la simplicidad formal y, cuando el entorno lo exige, hacia medidas monumentales. Es la etapa de los Monolitos, los Cruceros, las Anclas y especialmente de los Gaztelus; tales como el que se alza en el parque Warmer-Damm de Wiesbaden (1991), de 8 m de altura, o el Castillo de la memoria, de menor tamaño junto al Archivo Provincial de Tolosa, Guipúzcoa (1994).

### Selección de esculturas en espacios públicos
- Estela. Plaza del Centenario, San Sebastián.
- Lorea. I Exposición Internacional de Escultura en la Calle, Santa Cruz de Tenerife
- Estela de los Caminos. Autopista del Mediterráneo, Barcelona-Gerona, km. 55.
- Gaztelu para Astigarraga. Astigarraga, Guipúzcoa.
- Homenaje al poeta Xalbador. Urepel (Francia).
- Castillo de Popa. Pasajes. Guipúzcoa.
- Ancla para un puerto. Puerto de Pasajes, Guipúzcoa.
- Gaztelu. Parque de Warmen Damm. Wiesbaden (Alemania).
- Castillo de la memoria. Entrada del Archivo Provincial de Tolosa, Guipúzcoa.
- Homenaje a Antonio Viglione. Museo de Escultura al Aire Libre de Leganés, Comunidad de Madrid.

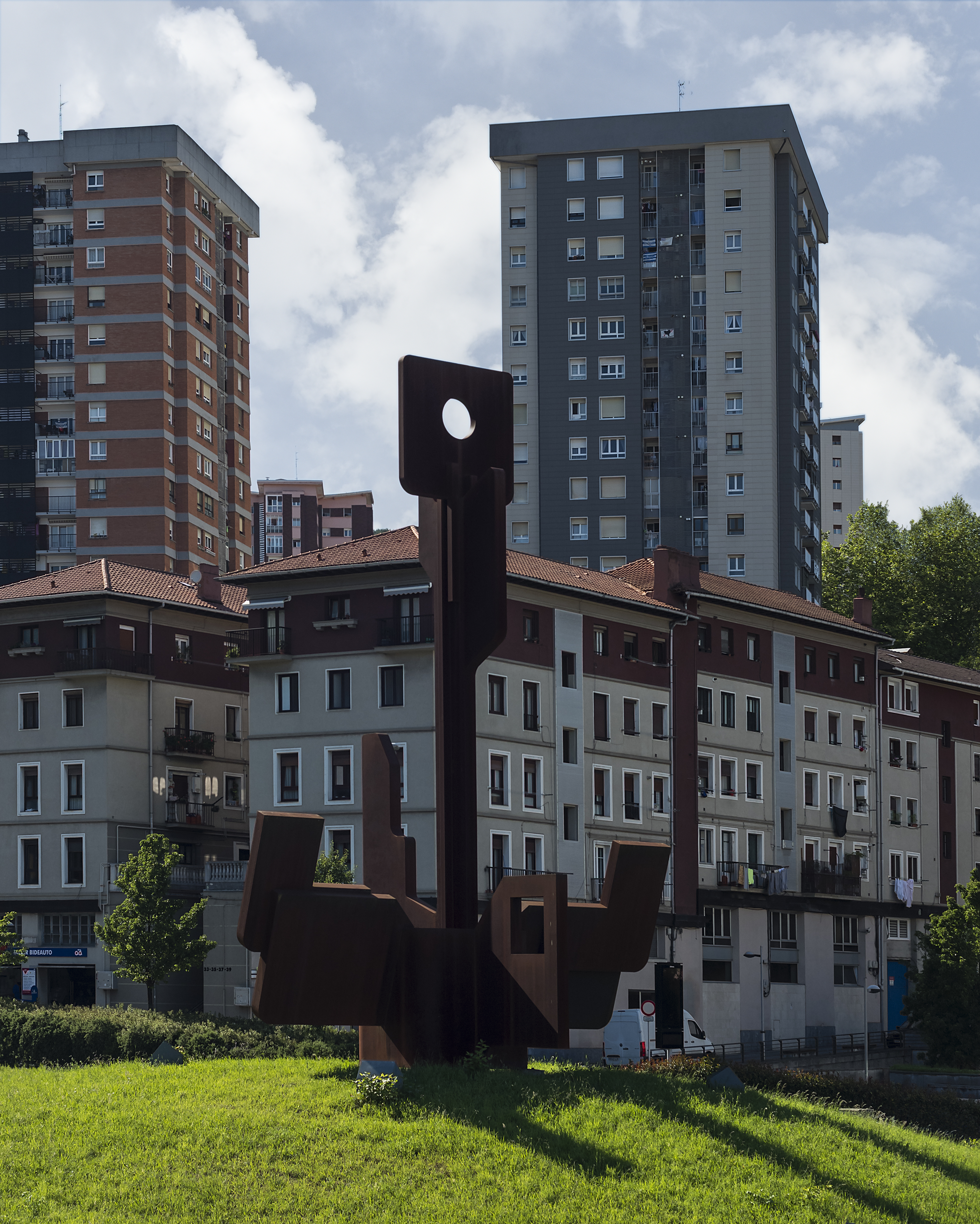
Obra del artista Ricardo Ugarte.

- Obra del artista Ricardo Ugarte.Distorsion. Museo de Escultura al Aire Libre de Leganés, Comunidad de Madrid.

## Obra literaria

### Memorias
- Memorias de Sidi Ifni (2015).[1]

### Antologías poéticas
- Poesía en el Camino. Antología poética (2011-2014). Isaac Rilova (coordinador e introducción), Óscar Esquivias (prólogo). Burgos: Real Academia Burgense de Historia y Bellas Artes, Institución Fernán González, 2015.[2]